# Saint-Jean-de-la-Porte
Saint-Jean-de-la-Porte és un municipi francès situat al departament de la Savoia i a la regió d'Alvèrnia-Roine-Alps. L'any 2007 tenia 851 habitants.

## Demografia

### Població
El 2007 la població de fet de Saint-Jean-de-la-Porte era de 851 persones. Hi havia 335 famílies de les quals 80 eren unipersonals (40 homes vivint sols i 40 dones vivint soles), 84 parelles sense fills, 131 parelles amb fills i 40 famílies monoparentals amb fills.
La població ha evolucionat segons el següent gràfic:
Habitants censats

### Habitatges
El 2007 hi havia 421 habitatges, 331 eren l'habitatge principal de la família, 52 eren segones residències i 38 estaven desocupats. 402 eren cases i 19 eren apartaments. Dels 331 habitatges principals, 259 estaven ocupats pels seus propietaris, 57 estaven llogats i ocupats pels llogaters i 15 estaven cedits a títol gratuït; 17 tenien dues cambres, 42 en tenien tres, 89 en tenien quatre i 183 en tenien cinc o més. 304 habitatges disposaven pel capbaix d'una plaça de pàrquing. A 129 habitatges hi havia un automòbil i a 176 n'hi havia dos o més.

### Piràmide de població
La piràmide de població per edats i sexe el 2009 era:
| Homes | Edats   | Dones |
| ----- | ------- | ----- |
| 0     | 95 o +  | 0     |
| 0     | 90 a 94 | 0     |
| 12    | 85 a 89 | 8     |
| 0     | 80 a 84 | 12    |
| 16    | 75 a 79 | 20    |
| 4     | 70 a 74 | 16    |
| 8     | 65 a 69 | 4     |
| 24    | 60 a 64 | 28    |
| 8     | 55 a 59 | 16    |
| 24    | 50 a 54 | 12    |
| 28    | 45 a 49 | 28    |
| 32    | 40 a 44 | 24    |
| 52    | 35 a 39 | 40    |
| 32    | 30 a 34 | 48    |
| 24    | 25 a 29 | 20    |
| 16    | 20 a 24 | 8     |
| 40    | 15 a 19 | 36    |
| 20    | 10 a 14 | 28    |
| 48    | 5 a 9   | 40    |
| 32    | 0 a 4   | 40    |

## Economia
El 2007 la població en edat de treballar era de 552 persones, 426 eren actives i 126 eren inactives. De les 426 persones actives 402 estaven ocupades (221 homes i 181 dones) i 24 estaven aturades (8 homes i 16 dones). De les 126 persones inactives 39 estaven jubilades, 48 estaven estudiant i 39 estaven classificades com a «altres inactius».

### Ingressos
El 2009 a Saint-Jean-de-la-Porte hi havia 328 unitats fiscals que integraven 860,5 persones, la mediana anual d'ingressos fiscals per persona era de 19.495 €.

### Activitats econòmiques
Dels 31 establiments que hi havia el 2007, 1 era d'una empresa alimentària, 1 d'una empresa de fabricació d'altres productes industrials, 11 d'empreses de construcció, 6 d'empreses de comerç i reparació d'automòbils, 1 d'una empresa d'hostatgeria i restauració, 3 d'empreses immobiliàries, 4 d'empreses de serveis, 1 d'una entitat de l'administració pública i 3 d'empreses classificades com a «altres activitats de serveis».
Dels 14 establiments de servei als particulars que hi havia el 2009, 2 eren tallers de reparació d'automòbils i de material agrícola, 2 paletes, 2 guixaires pintors, 1 fusteria, 1 lampisteria, 2 electricistes, 1 perruqueria, 1 restaurant i 2 agències immobiliàries.
L'únic establiment comercial que hi havia el 2009 era una floristeria.
L'any 2000 a Saint-Jean-de-la-Porte hi havia 19 explotacions agrícoles que ocupaven un total de 330 hectàrees.

## Equipaments sanitaris i escolars
El 2009 hi havia una escola elemental.

## Poblacions més properes
El següent diagrama mostra les poblacions més properes.